# N'Goa
N'Goa è un comune rurale del Mali facente parte del circondario di San, nella regione di Ségou.
Il comune è composto da 15 nuclei abitati:
- Banansirakoro
- Béléko
- Bossoba-Bobo
- Bossoba-Peulh
- Dalla
- Dinso
- Djibougou Bambara
- Djibougou Peulh
- N'Goa
- Néra
- Parampasso
- Sia
- Tabara
- Tiby–Marka
- Tiéma